# Danske vandkraftværker
| Kraftværk                    | Opført/Indviet           | Gns. årlig produktion, GWh |
| ---------------------------- | ------------------------ | -------------------------- |
| Bindslev Gl Elværk           | opført 1918              | 0,3                        |
| Christiansdals Vandkraftværk | indviet 1920             | 0,3                        |
| Tangeværket Gudenaacentralen | indviet 8. januar 1921   | 11                         |
| Harteværket (Kolding)        | opført 1918-1920         | 2                          |
| Holstebro Vandkraftværk      | indviet 5. marts 1942    | 2,6                        |
| Karlsgårdeværket (Varde)     | opført 1919-1921         | 5                          |
| Tørning Mølle                | elværket opført 1911     | 0,2                        |
| Vestbirk Kraftværk           | indviet 2. december 1924 | 1,8                        |